# Paramonas
Os paramonas (em grego: Παραμοναί; romaniz.: Paramonai) foram um obscuto regimento de guarda bizantino do período Paleólogo. O nome deriva do verbo grego παραμένω que significa "ficar perto de alguma coisa". Ao contrário de outras grandes unidades de guarda no exército paleólogo como a guarda varegue, o regimento dos paramonas foi uma formação nativa bizantina, embora pouco se saiba sobre ela.
Sua existência é seguramente atestada nas fontes literárias apenas do período de 1272 até 1315. Eles ainda são mencionados pelo escritor de meados do século XIV Jorge Codino, contudo, que registra que o regimento tinha duas divisões, uma a pé e outro a cavalo, cada qual comandada por um alagator, e que todos os soldados foram armados com espadas. A veracidade do registro de Codino é impossível de determinar.